# Eerste klasse 1942-43 (voetbal België)
Het seizoen 1942/43 van de Belgische Eerste Klasse ging van start in de zomer van 1942 en eindigde in de lente van 1943. Ondanks het feit dat de competitie plaatsvond tijdens de Tweede Wereldoorlog werd hij toch volledig afgewerkt. De competitie, die onder de naam Ere Afdeling plaatsvond, telde 16 clubs. RFC Malinois werd voor de eerste keer in de geschiedenis van de club kampioen.

## Gepromoveerde teams
Deze teams waren gepromoveerd uit de Tweede Klasse (deze klasse werd nog Eerste Afdeling genoemd) voor de start van het seizoen:
- RCS La Forestoise (kampioen in Eerste Afdeling A)
- R. Racing Club de Bruxelles (kampioen in Eerste Afdeling B)

## Degraderende teams
Deze teams degradeerden naar Tweede Klasse op het eind van het seizoen:
- R. Racing Club de Bruxelles
- K. Boom FC

## Titelstrijd
RFC Malinois werd kampioen met twee punten voorsprong op vicekampioen R. Beerschot AC. Derde werd K. Liersche SK dat zeven punten achterstand telde op de kampioen.

## Degradatiestrijd
K. Boom FC eindigde afgetekend op de laatste plaats en het pas gepromoveerde R. Racing Club de Bruxelles eindigde op de voorlaatste plaats waardoor beide ploegen degradeerden naar Tweede Klasse. Racing Club telde evenveel punten als het eveneens pas gepromoveerde RCS La Forestoise maar deze laatste club kon het behoud verzekeren.

## Eindstand
|   |    |                             | P  | W  | G  | V  | +  | -  | DS  | Ptn |
| - | -- | --------------------------- | -- | -- | -- | -- | -- | -- | --- | --- |
| K | 1  | RFC Malinois                | 30 | 21 | 4  | 5  | 83 | 31 | 52  | 46  |
|   | 2  | R. Beerschot AC             | 30 | 19 | 6  | 5  | 87 | 40 | 47  | 44  |
|   | 3  | K. Liersche SK              | 30 | 17 | 5  | 8  | 95 | 51 | 54  | 39  |
|   | 4  | ARA La Gantoise             | 30 | 17 | 3  | 10 | 63 | 54 | 9   | 37  |
|   | 5  | R. Antwerp FC               | 30 | 17 | 1  | 12 | 69 | 48 | 19  | 35  |
|   | 6  | RSC Anderlechtois           | 30 | 15 | 4  | 11 | 73 | 53 | 20  | 34  |
|   | 7  | R. Tilleur FC               | 30 | 10 | 9  | 11 | 52 | 55 | -3  | 29  |
|   | 8  | RCS Brugeois                | 30 | 11 | 6  | 13 | 46 | 66 | -20 | 28  |
|   | 9  | R. OC de Charleroi          | 30 | 11 | 5  | 14 | 50 | 64 | -14 | 27  |
|   | 10 | R. White Star AC            | 30 | 8  | 10 | 12 | 72 | 65 | 7   | 26  |
|   | 11 | Union Royale Saint-Gilloise | 30 | 8  | 8  | 14 | 37 | 42 | -5  | 24  |
|   | 12 | R. Standard Club Liège      | 30 | 10 | 4  | 16 | 62 | 66 | -4  | 24  |
|   | 13 | SC Eendracht Aalst          | 30 | 10 | 4  | 16 | 45 | 75 | -30 | 24  |
|   | 14 | RCS La Forestoise           | 30 | 9  | 5  | 16 | 40 | 92 | -52 | 23  |
| D | 15 | R. Racing Club de Bruxelles | 30 | 10 | 3  | 17 | 61 | 78 | -17 | 23  |
| D | 16 | K. Boom FC                  | 30 | 7  | 3  | 20 | 36 | 90 | -64 | 17  |

P: wedstrijden gespeeld, W: wedstrijden gewonnen, G: gelijke spelen, V: wedstrijden verloren, +: gescoorde doelpunten, -: doelpunten tegen, DS: doelsaldo, Ptn: totaal punten
K: kampioen, D: degradeert

## Topschutter
| Scorer          | Goals | Team            |        |
| --------------- | ----- | --------------- | ------ |
| Jules Van Craen | 41    | K. Liersche SK  | België |
| Arthur Ceuleers | 41    | R. Beerschot AC | België |
| Bert De Cleyn   | 34    | RFC Malinois    | België |

1895/96 · 1896/97 · 1897/98 · 1898/99 · 1899/00 · 1900/01 · 1901/02 · 1902/03 · 1903/04 · 1904/05 · 1905/06 · 1906/07 · 1907/08 · 1908/09 · 1909/10 · 1910/11 · 1911/12 · 1912/13 · 1913/14 · 1914/15 · 1915/16 · 1916/17 · 1917/18 · 1918/19 · 
1919/20 · 1920/21 · 1921/22 · 1922/23 · 1923/24 · 1924/25 · 1925/26 · 1926/27 · 1927/28 · 1928/29 · 1929/30 · 1930/31 · 1931/32 · 1932/33 · 1933/34 · 1934/35 · 1935/36 · 1936/37 · 1937/38 · 1938/39 · 1939/40 · 1940/41 · 1941/42 · 1942/43 · 1943/44 · 1944/45 · 1945/46 · 1946/47 · 1947/48 · 1948/49 · 1949/50 · 1950/51 · 1951/52 · 1952/53 · 1953/54 · 1954/55 · 1955/56 · 1956/57 · 1957/58 · 1958/59 · 1959/60 · 1960/61 · 1961/62 · 1962/63 · 1963/64 · 1964/65 · 1965/66 · 1966/67 · 1967/68 · 1968/69 · 1969/70 · 1970/71 · 1971/72 · 1972/73 · 1973/74 · 1974/75 · 1975/76 · 1976/77 · 1977/78 · 1978/79 · 1979/80 · 1980/81 · 1981/82 · 1982/83 · 1983/84 · 1984/85 · 1985/86 · 1986/87 · 1987/88 · 1988/89 · 1989/90 · 1990/91 · 1991/92 · 1992/93 · 1993/94 · 1994/95 · 1995/96 · 1996/97 · 1997/98 · 1998/99 · 1999/00 · 2000/01 · 2001/02 · 2002/03 · 2003/04 · 2004/05 · 2005/06 · 2006/07 · 2007/08 · 2008/09 · 2009/10 · 2010/11 · 2011/12 · 2012/13 · 2013/14 · 2014/15 · 2015/16 · 2016/17 · 2017/18 · 2018/19 · 2019/20 · 2020/21· 2021/22 · 2022/23 · 2023/24 · 2024/25